# Deutsches Meisterschaftsrudern 2012
Das 123. Deutsche Meisterschaftsrudern wurde 2012 auf dem Fühlinger See in Köln ausgetragen. Es wurden in insgesamt 21 Wettbewerben Medaillen vergeben, davon zwölf bei den Männern und neun bei den Frauen.
In diesem Jahr gingen lediglich 51 Anmeldungen ein. In acht Bootsklassen lag jeweils nur eine Anmeldung vor, sodass in diesen die Goldmedaille jeweils kampflos vergeben wurde. Der Leichtgewichts-Doppelvierer ohne Steuermann wurde sogar komplett abgesagt, da hier keine Anmeldungen eingingen.

## Medaillengewinner

### Männer
| Bootsklasse                           | Gold | Silber | Bronze                                                                                   |
| ------------------------------------- | --- | --- | ---------------------------------------------------------------------------------------- |
| Einer                                 | Hagen Rothe (RV Berlin von 1878) | Heiner Schwartz (RTHC Bayer Leverkusen) | Timo Piontek (Koblenzer RC Rhenania)                                                     |
| Doppelzweier                          | Rgm. RTHC Bayer Leverkusen / Rendsburger RV Lauritz-Johannes Schoof Felix Krane | Rgm. Osnabrücker RV / Münsteraner Regattaverein Christian Vennemann Michael Weppelmann                                                                                               | RV Ems-Jade-Weser Sebastian Berlin Marc Meitzler                                         |
| Zweier ohne Steuermann                | Mainzer RV von 1878 Christoph Thiem Christian Scherhag | RTHC Bayer Leverkusen Heiner Schwartz Dennis Hartung | Keine weiteren Boote am Start.                                                           |
| Doppelvierer                          | RTHC Bayer Leverkusen Fabian Mimberg Dennis Hartung Felix Krane Heiner Schwartz | Keine weiteren Boote am Start. | Keine weiteren Boote am Start.                                                           |
| Vierer ohne Steuermann                | Rgm. RTHC Bayer Leverkusen / Bonner RG Michael Reckzeh Jan-Willem Heim Yannik Bauer Jannik Graaf | Keine weiteren Boote am Start. | Keine weiteren Boote am Start.                                                           |
| Vierer mit Steuermann                 | Berliner Ruder-Club Clemens Kuhnert Richard Lorenz Anton Braun Bastian Bechler Arne Maury (Stm.) | Rgm. RTHC Bayer Leverkusen / Bonner RG Achim Behrens Medi Kordi Felix Otto Thorsten Jonischkeit Laura Nötzold (Stf.)                                                                 | Keine weiteren Boote am Start.                                                           |
| Achter                                | Rgm. Berliner Ruder-Club / RK am Wannsee Berlin / RV Berlin von 1878 Nils-Ole Bock Clemens Kuhnert Hagen Rothe Paul Habermann Richard Lorenz Paul Schröter Anton Braun Bastian Bechler Arne Maury (Stm.) | Rgm. RTHC Bayer Leverkusen / Bonner RG Gero Mimberg Fabian Mimberg Heiner Schwartz Dennis Hartung Thorsten Jonischkeit Hauke Skoda Jan-Willem Heim Jannik Graaf Laura Nötzold (Stf.) | Keine weiteren Boote am Start.                                                           |
| Leichtgewichts-Einer                  | Michael Wieler (Gießener RG 1877) | Tobias Schad (Mühlheimer RV von 1911) | Konstantin Steinhübel (Münchener RC von 1880)                                            |
| Leichtgewichts-Doppelzweier           | Rgm. Mainzer RV von 1878 / RC Marl Moritz Moos Jason Osborne | RV Saarbrücken Jost Schömann-Finck Matthias Schömann-Finck | Limburger CfW Pascal Ludwig Johannes Lange                                               |
| Leichtgewichts-Zweier ohne Steuermann | RV Saarbrücken Jost Schömann-Finck Matthias Schömann-Finck | RG Wiking Berlin Marvin Hirsch Edvin Novak | Rgm. RK am Baldeneysee Essen / Heidelberger RK 1872 Thomas Wichelhaus Christopher Herpel |
| Leichtgewichts-Doppelvierer           | Rgm. Limburger CfW / RV Hellas Offenbach / Mühlheimer RV von 1911 Pascal Ludwig Tobias Schad Johannes Ursprung Johannes Lange                                                                            | Keine weiteren Boote am Start. | Keine weiteren Boote am Start.                                                           |
| Leichtgewichts-Achter                 | RG Wiking Berlin Marvin Hirsch Arne Seelig Felix Leube Edvin Novak Max Richter Carsten Borchardt Marko Johann Maik Zentner Lukas Oldach (Stm.)                                                           | Keine weiteren Boote am Start. | Keine weiteren Boote am Start.                                                           |

### Frauen
| Bootsklasse                 | Gold | Silber | Bronze                                                                                             |
| --------------------------- | --- | --- | -------------------------------------------------------------------------------------------------- |
| Einer                       | Katharina Weingart (RV Saarbrücken) | Daniela Molle (RV Wandsbek) | Michelle Lauer (RV Treviris 1921 Trier)                                                            |
| Doppelzweier                | Rgm. RV Saarbrücken / SV Energie Berlin Sophie Paul Nina Wengert | Kölner RV von 1877 Lea Heider Merle Schäfer | Keine weiteren Boote am Start.                                                                     |
| Zweier ohne Steuerfrau      | Rgm. RV Dorsten / Essen-Werdener RC Charlotte Reinhardt Cathrin Crämer | Keine weiteren Boote am Start. | Keine weiteren Boote am Start.                                                                     |
| Doppelvierer                | Rgm. RV Saarbrücken / SV Energie Berlin / Rvg. Kappeln Anne Beenken Judith Sievers Nina Wengert Sophie Paul | Rgm. Bremer RV von 1882 / RC Süderelbe von 1892 Hamburg Melanie Baues Lisa Baues Svenja Völkner Judith Anlauf                                                                         | Rgm. Kölner RV von 1877 / RV Rauxel Hannah Bornschein Barbara Jonischkeit Lea Heider Merle Schäfer |
| Vierer ohne Steuerfrau      | Rgm. Bremer RV von 1882 / Bremer RC Hansa Kristine Kühl Ann-Kathrin Weber Wiebke Schütt Franziska Goldgrabe | Keine weiteren Boote am Start. | Keine weiteren Boote am Start.                                                                     |
| Achter                      | Rgm. Mainzer RV von 1878 / Limburger CfW / Hanauer RC Hassia / RV Treviris Trier / Koblenzer RC Rhenania / Tübinger RV Fidelia Michelle Lauer Isabel Taeuber Sandra Dinter Claudia Henrich Svenja Lou Jonas Clara Redetzki Anna-Maria Götz Lea-Katlen Kühne Selina Forster (Stf.) | Rgm. Bonner RG / Hürther RG Sabrina Schoeps Juliane Tiemann Kathinka Graaf Barbara Grützmacher Wiebke Offermann Beke Schütz Anna Skorobogatova Nicole Zimmermann Janine Reuter (Stf.) | Keine weiteren Boote am Start.                                                                     |
| Leichtgewichts-Einer        | Johanna Coenen (Bonner RG) | Keine weiteren Boote am Start. | Keine weiteren Boote am Start.                                                                     |
| Leichtgewichts-Doppelzweier | RC Süderelbe von 1892 Hamburg Judith Anlauf Svenja Völkner | RV Hellas Offenbach Robina Wagner Elisabeth Ursprung | Keine weiteren Boote am Start.                                                                     |
| Leichtgewichts-Doppelvierer | Rgm. Bremer RV von 1882 / RC Süderelbe von 1892 Hamburg Melanie Baues Lisa Baues Svenja Völkner Judith Anlauf | Keine weiteren Boote am Start. | Keine weiteren Boote am Start.                                                                     |